# Reimar Hobbing
Reimar Hobbing (* 5. April 1874 in Emden; † 14. Dezember 1919 in Berlin) war ein deutscher Verleger.

## Leben

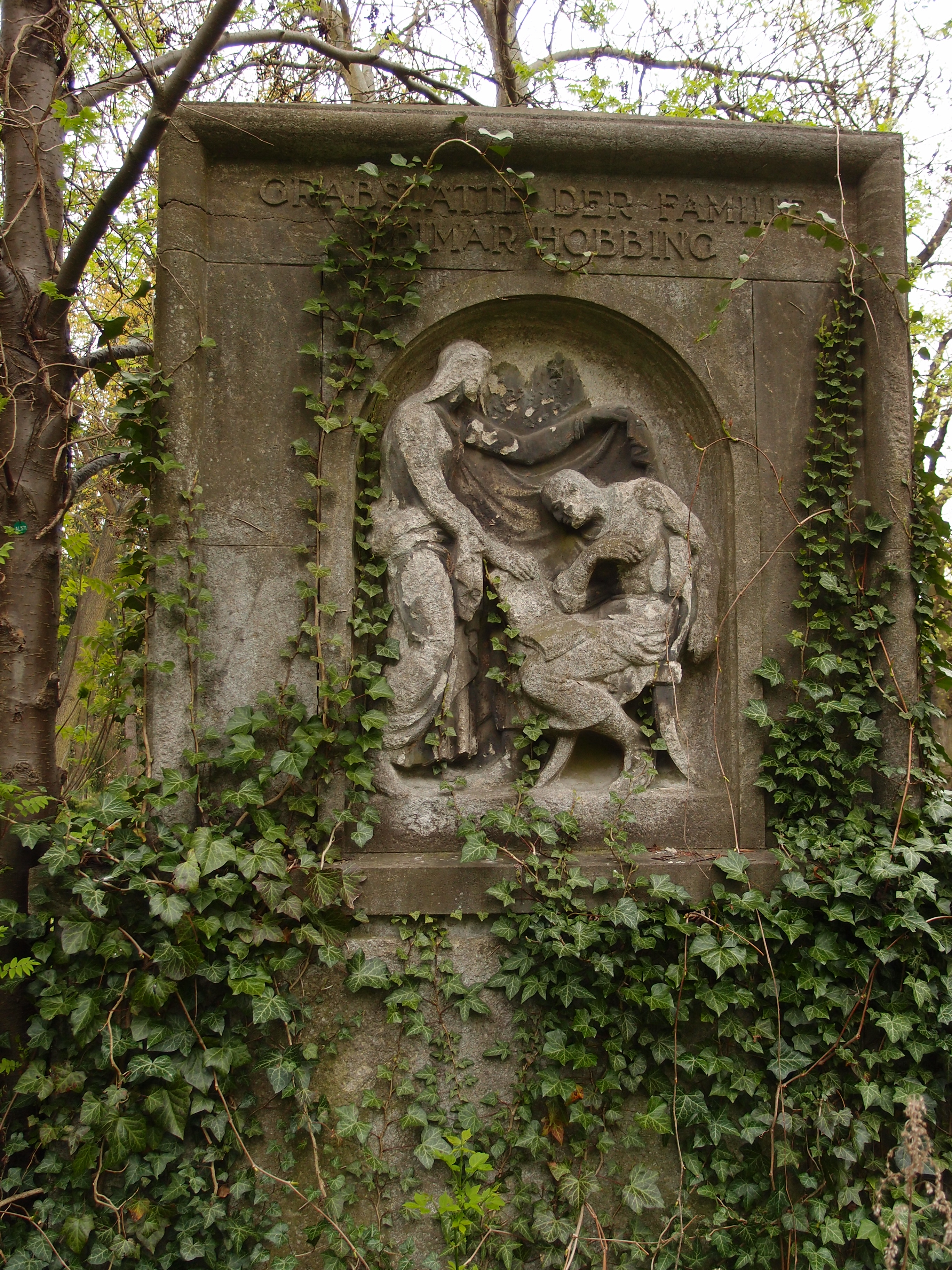
Grab von Reimar Hobbing, Alter Luisenstadt Kirchhof I, Berlin-Kreuzberg

Reimar Hobbing war Sohn eines Gymnasiallehrers. Im Stuttgarter Unternehmen seines Onkels lernte er das Verlagsgeschäft von Grund auf kennen. Anschließend ging er nach Bremen, wo er Pressesprecher des Norddeutschen Lloyd wurde. Als nächste Station wurde Hobbing Geschäftsführer des Leipziger Mode-Verlages Vobach.
Im Jahre 1903 schließlich ging er nach Berlin, wo er seinen eigenen Verlag gründete und rasch Erfolg hatte. 1905 konnte er die konservative Monatsschrift für Stadt und Land übernehmen, die er in Konservative Monatsschrift für Politik, Kunst und Literatur umbenannte. Hobbings Verlag gab sowohl Zeitschriften als auch Bücher heraus, und es gelang ihm das Unternehmen im konservativen Spektrum stetig weiter auszubauen. Im Jahre 1917 übernahm er die Norddeutsche Buchdruckerei und Verlagsanstalt. Dazu gehörte die Norddeutsche Allgemeine Zeitung, die er mithilfe von Otto Karl Stollberg zur Deutschen Allgemeinen Zeitung umgestaltete.
Hobbing knüpfte Kontakte zur Reichsregierung und gab auch deren offiziellen Reichsanzeiger heraus. Der Reimar Hobbing Verlag zählte neben den Verlagen von Julius Springer, Walter de Gruyter und Paul Parey zu den größten Verlagen von Berlin. Als Reimar Hobbing 1919 starb, übernahm Hugo Stinnes seinen Verlag. Hobbings Grab befindet sich auf dem Luisenstädtischen Friedhof.

## Familie
Reimar Hobbing war mit der Kaufmannstochter Marianne Buresch verheiratet, mit der er drei Kinder hatte, darunter der Bildhauer Edzard Hobbing.